# 慕容吐谷渾
慕容 吐谷渾（ぼよう とよくこん、拼音: Mùróng Tǔyùhún、245年 - 317年）は、吐谷渾の建立者である。鮮卑慕容部の人。父は慕容渉帰。異母弟は慕容廆。

## 生涯
正始6年（245年）、鮮卑大人である慕容渉帰の長男として生まれた。
庶子（側室の子）であったので後継には立てられず、父の死後は嫡男である慕容廆が大人の位を継ぎ、その部衆を統率した。ただ、慕容吐谷渾は父が没する前に1700戸を既に分け与えられていたので、慕容吐谷渾と慕容廆で分割統治される形となった。
その後、慕容吐谷渾と慕容廆は共に馬を牧して生活していたが、ある時両者の馬が喧嘩して怪我をしてしまった。慕容廆はこれに怒って直ちに使者を派遣すると「先父の命により部族を分けたというのに、どうして遠くに離れなかったのか。それ故に馬が争うことになったではないか！」と叱責した。これに慕容吐谷渾もまた怒って「馬とは所詮家畜であり、草を食んで水を飲み、春になれば争うのが習性である。どうして馬の争いで人が怒ろうか！もし遠く別れたいというのであればそれは容易な事である。このまま留まって後で難が起こる方が恐ろしい事だ。我は汝から万里の彼方へ去るとしよう」と述べ、自らの部衆と馬を率いて西へ移動を開始した。
日に80里進み、数日が経った頃、慕容廆は後悔して父の代から仕える老臣や長史乙那楼馮を派遣して慕容吐谷渾を追わせ、謝罪して彼を留まらせようとした。だが、慕容吐谷渾は「我が一族は祖父の代より徳を遼右（遼東）の地に及ぼしてきた。先公の時代に占ったところ、二人の子が共に福を授かり、それを子孫に伝えるとあった。しかし我は庶子であり、並んで功業をなすことはできぬ。今、馬を理由に別れる事になったのは天の啓示と言える。諸君らは試しに馬を追い立てて東へ向かわせてみよ。馬がもし東へ還れば、我もそれに従おう」と言った。乙那楼馮はこれを喜んで「可汗に従います」と述べ、二千騎を従えて馬の進路を遮り、反対方向へ向かわせようとした。だが、数百歩進んだところで、馬は山を崩すといわれる程の大きな悲鳴を上げて西へと走り出してしまった。10数度繰り返しても結果は変わらず、乙那楼馮は諦めて彼の前に跪き「可汗よ。これはもはや人意ではありますまい」と言うのみであった。
こうして郷里に別れを告げて西へ向かうと、陰山に移り住むようになった。ある時、部落の者たちへ「我ら兄弟の子孫は共に栄えるであろう。廆は子から曾孫・玄孫に至るまで100年余り続き、逆に我の子孫は玄孫の代になってから名を馳せるであろう」と語ったという。
やがて永嘉の乱が起こると、難を避けて西の隴山を越え、枹罕の地に留まった。
建興5年（317年）、齢72で亡くなったという。慕容吐谷渾には子が60人おり、長男の吐延が後を継いだ。その子孫は西零の西の甘松（現在の甘粛省テウォ県）に移り住むようになり、城郭には居住せずに遊牧生活を送ったが、その一方で漢人の制度に倣って長史・司馬・将軍の官職を設置し、また文字を理解していたという。後代には慕容吐谷渾の名を称え、これを国名とした。
慕容廆は兄を追慕し、阿干の歌（遼西では兄の事を阿干と呼んだ）を作った。彼の子孫が帝を称すると、国家の歌として用いられるようになったという。

## 参考資料
- 『晋書』巻97 列伝第67 四夷
- 『魏書』巻101 列伝第89 吐谷渾
- 『十六国春秋』巻30
- 『宋書』巻96